# Rio Haşca (Largu)
O Rio Haşca é um rio da Romênia, afluente do Căprioru, localizado no distrito de Neamţ.